# UFC 127
UFC 127: Penn vs. Fitch fue un evento de artes marciales mixtas celebrado por Ultimate Fighting Championship el 27 de febrero de 2011 en el Acer Arena, en Nueva Gales del Sur, Sídney. Este fue el segundo evento que se celebró en Sídney, después de UFC 110 en 2010.

## Historia
Las entradas para los miembros del UFC Fight Club salieron a la venta el 14 de diciembre de 2010. UFC 127 salió a la venta pública el 16 de diciembre de 2010, vendiéndose más rápido que los boletos para UFC 110, y convirtiéndose en el evento de más rápida venta, junto con UFC 115, en la historia de UFC.
ESPN UK transmitió la pelea entre Ross Pearson vs. Spencer Fisher, que fue confirmado por Jon Anik en MMA Live. ION Television transmitió las peleas preliminares Pearson/Fisher, Te-Huna/Gustafsson y Ring/Fukuda, mientras que los combates preliminares Perosh/Blackledge y Zhang/Rheinhardt fueron transmitidos en la página oficial de Facebook de la UFC.
El 9 de febrero, se anunció que una lesión en la rodilla había obligado a Carlos Condit a salir de su pelea con Chris Lytle. Condit fue sustituido por el recién llegado a la promoción Brian Ebersole.

## Premios extra
Cada peleador recibió un bono de $75,000.
- Pelea de la Noche: Chris Lytle vs. Brian Ebersole
- KO de la Noche: Mark Hunt
- Sumisión de la Noche: Kyle Noke